# Discoglypha aureifloris
Discoglypha aureifloris là một loài bướm đêm trong họ Geometridae.